# إذاعة معسكر
إذاعة معسكر هي إذاعة محلية بولاية معسكر الجزائرية تبث برامجها باللغة العربية على موجة أف أم 101.10. بدأت البث بتاريخ 27 جويلية 2003.

## وصلات خارجية
- قائمة الإذاعات المحلية بالجزائر
- البث الحي للإذاعة معسكر
- شبكة الإذاعات الجهوية